# Sân vận động Beşiktaş

Sân vận động nhìn từ trên không trong một trận đấu

Vodafone Park là một sân vận động đa năng, toàn chỗ ngồi ở quận Beşiktaş của Istanbul, Thổ Nhĩ Kỳ. Đây là sân nhà của Beşiktaş JK. Sân vận động được xây dựng trên địa điểm của sân nhà cũ của Beşiktaş, Sân vận động BJK İnönü. Sân có sức chứa khoảng 42.590 khán giả, sau khi sức chứa được lên kế hoạch ban đầu là 41.903 người. Sân vận động đã tổ chức Siêu cúp châu Âu 2019.
Vodafone Park có 144 dãy phòng điều hành và một phòng giải trí "1903 Lounge" có sức chứa tổng cộng 1.903 khán giả. "Khán đài 1903" có sức chứa 636 khán giả. Ghế VIP trong sân vận động được trang bị tiện ích FUNTORO Stadium & Arena - màn hình tương tác độ nét cao cung cấp chương trình truyền hình trực tiếp, hệ thống quảng cáo, thông tin cầu thủ, v.v. Sân vận động mới cũng có nhà hàng rộng 2.123 m², nhà hàng sân thượng rộng 2.520 m² và một bãi đậu xe VIP với sức chứa 600 xe. Sân vận động này là một 'sân vận động thông minh', nơi người hâm mộ được sử dụng StadiumVision và công nghệ Wi-Fi tốc độ cao, được lên kế hoạch kết hợp với Cisco.
Công việc phá dỡ Sân vận động BJK İnönü bắt đầu vào ngày 2 tháng 6 năm 2013, sau khi kết thúc trận play-off thăng hạng cho TFF First League. Chi phí ước tính của dự án vào thời điểm đó là khoảng 80 triệu đô la. Sân vận động mới được thiết kế bởi Bünyamin Derman của DB Architects. Sân vận động cũ đã bị phá bỏ, ngoại trừ khán đài Eski Açık, vì khán đài này và các tòa tháp của nó được chính phủ coi là di tích lịch sử. Khán đài Eski Açık đã được sắp xếp lại để trông giống như một nhà hát vòng tròn cổ. Sân vận động mới được thiết kế để "hài hòa với cảnh quan tự nhiên và lịch sử của eo biển Bosphorus" khi nhìn từ biển.